# San Luis Potosí Challenger 1992
Il San Luis Potosí Challenger 1992 è stato un torneo di tennis facente parte della categoria ATP Challenger Series nell'ambito dell'ATP Challenger Series 1992. Il torneo si è giocato a San Luis Potosí in Messico dal 13 al 19 aprile 1992 su campi in terra rossa.

## Vincitori

### Singolare
Leonardo Lavalle ha battuto in finale  Francisco Montana con il punteggio di 6–0, 6–7, 6–4.

### Doppio
Luis Herrera /  Leonardo Lavalle hanno battuto in finale  Francisco Maciel /  Agustín Moreno con il punteggio di 6–2, 6–2.